# Nemastygnus ovalis
Nemastygnus ovalis es una especie de arácnido  del orden Opiliones de la familia Agoristenidae.

## Distribución geográfica
Se encuentra en Colombia.